# Walentyn Wasjanowicz
Walentyn Wasjanowicz, ukr. Валентин Васянович (ur. 21 lipca 1971 w Żytomierzu) – ukraiński reżyser, scenarzysta, operator i producent filmowy.

## Życiorys
Urodził się w Żytomierzu jako syn kompozytora i dyrygenta. Ukończył studia w Wyższej Szkole Muzycznej im. Wiktora Kosenki w Żytomierzu, a następnie w Kijowskim Narodowym Uniwersytecie Teatru, Kina i Telewizji, gdzie w 1995 uzyskał dyplom operatora, a w 2000 dyplom reżyserski. W latach 2006–2007 studiował w Szkole Reżyserii Andrzeja Wajdy. Współpracował z ukraińskimi operatorami Ołeksijem Prokopenko i Ołeksandrem Kowalem.
Zadebiutował w 1998 krótkometrażowym filmem dokumentalnym Na zgadku. Wyreżyserował sześć filmów fabularnych i pięć filmów dokumentalnych. W reżyserowanych przez siebie filmach zajmował się także realizacją zdjęć i montażem. 
Uznanie zyskał jako autor zdjęć do takich filmów, jak Plemię (2014) Myrosława Słaboszpyckiego czy Zgoda (2017) Macieja Sobieszczańskiego. W międzynarodowym środowisku filmowym uznanie przyniósł mu wielokrotnie nagradzany film Atlantyda (2017), przedstawiający dystopijną wizję przyszłej Ukrainy, po zakończeniu wojny z Rosją. Obraz otrzymał m.in. nagrodę główną w sekcji "Horyzonty" na 76. MFF w Wenecji.
W 2018 Wasjanowicz publicznie potępił władze Rosji za bezprawne uwięzienie reżysera Ołeha Sencowa, popierając apel Europejskiej Akademii Filmowej w jego obronie. W 2020 został uhonorowany przez władze Ukrainy Orderem Zasługi III stopnia, ale odmówił przyjęcia odznaczenia w proteście przeciwko represyjnej polityce państwa wobec środowiska filmowego.

## Filmografia

### Reżyser

#### Filmy fabularne
- 2012: Zwyczajna sprawa (ukr. Звичайна справа)
- 2013: Kredens (ukr. Креденс)
- 2017: Riwen czornoho (ukr. Рівень чорного)
- 2019: Atlantyda (ukr. Атлантида)
- 2021: Odbicie (ukr. Відблиск)

#### Filmy dokumentalne
- 1998: Na zgadku (ukr. На згадку)
- 2001: Stari ljudi (ukr. Старі люди)
- 2004: Proti soncja (ukr. Проти сонця)
- 2006: Linija (ukr. Лінія)
- 2014: Prysmerk (ukr. Присмерк)

## Nagrody i wyróżnienia
- 2018: Nagroda Ukraińskiej Akademii Filmowej: Złoty Dżiga za film Riwen czornoho
- 2019: 76. MFF w Wenecji: Nagroda Główna w sekcji "Horyzonty" za film Atlantyda
- 2019: Międzynarodowy Festiwal Filmowy w Sewilli za film Atlantyda
- 2019: Międzynarodowy Festiwal Filmowy w Tokio: specjalna nagroda jury za film Atlantyda
- 2020: Nagroda Ukraińskich Krytyków Filmowych Kinokolo za film Atlantyda
- 2020: Międzynarodowy Festiwal Filmowy w Denver: nagroda im. Krzysztofa Kieślowskiego za film Atlantyda
- 2020: Międzynarodowy Festiwal Filmowy w Stambule: nagroda FIPRESCI za film Atlantyda
- 2020: Międzynarodowy Festiwal Filmowy w Tromsø za film Atlantyda
- 2021: Nagroda Ukraińskiej Akademii Filmowej: cztery nagrody Złoty Dżiga za film Atlantyda